# Bristol Beaufighter
Bristol Beaufighter a fost un avion de vânătoare greu, cu autonomie de rază lungă, construit de britanici în cel de Al Doilea Război Mondial, derivat din proiectul avionului torpilor Bristol Beaufort.
Față de Beaufort, Beaufighter a avut o carieră lungă servind aproape în toate teatrele de război în cel de Al Doilea Război Mondial în prima fază ca avion de vânătoare de noapte, apoi ca avion de vânătoare-bombardament și, în cele din urmă, ca înlocuitor al lui Beaufort ca avion torpilor.